# 第六共和国 (大韓民国)
座標: 北緯36度 東経128度 / 北緯36度 東経128度

大韓民国
대한민국

国の標語：홍익인간
（和訳例 : 弘益人間）
（建国理念、デ・ファクト）
国歌：愛国歌

第六共和国（だいろくきょうわこく）とは、1987年6月29日の民主化宣言に基づき、1988年から大韓民国で採用されている政体。1987年10月29日制定の第六共和国憲法に基づいている。

## 沿革
- 民主化宣言を受け、1987年10月29日の国民投票で大統領直接選挙制を軸とする憲法改正が実現、同年12月の大統領選挙で新軍部出身の盧泰愚候補（民主正義党）が当選し、翌1988年2月25日に第13代大統領に就任することで第六共和国が正式発足した。
- 1992年の大統領選挙で金泳三（民主自由党）が当選、翌1993年2月25日に大統領に就任した。
- 1997年の大統領選挙で金大中（新政治国民会議）が当選、翌1998年2月25日に大統領に就任した。
- 2002年12月の大統領選挙で盧武鉉（新千年民主党）が当選、翌2003年2月25日に大統領に就任した。
- 2007年12月の大統領選挙で李明博（ハンナラ党）が当選、翌2008年2月25日に大統領に就任した。
- 2012年12月の大統領選挙で朴槿恵（セヌリ党）が当選、翌2013年2月25日に大統領に就任した。
- 2013年、MIKTAに加盟した。
- 2017年5月9日の大統領選挙で文在寅（共に民主党）が当選、5月10日に大統領に就任した[2]。
- 2022年3月の大統領選挙で尹錫悦（国民の力）が当選、5月10日に大統領に就任した。

この間、一度も憲法改正されること無く、軍人出身から文民出身への交代、与党から野党への政権交代が平和裏に行われている。

## 歴代政権
金泳三政権から李明博政権までは「○○政府」という公称が自称された。
- 盧泰愚政府（朝鮮語版）（大統領：盧泰愚）：1988年2月25日 - 1993年2月24日
- 文民政府（朝鮮語版）（金泳三）：1993年2月25日 - 1998年2月24日
- 国民の政府（朝鮮語版）（金大中）：1998年2月25日 - 2003年2月24日
- 参与政府（朝鮮語版）（盧武鉉）：2003年2月25日 - 2008年2月24日
  - 高建暫定政権：2004年3月12日 - 2004年5月14日（盧武鉉大統領の弾劾裁判による大統領代行）
- 実用政府（李明博）…2008年2月25日 - 2013年2月24日
- 朴槿恵政府（朴槿恵）…2013年2月25日 - 2017年3月10日
  - 黄教安暫定政権：2016年12月9日 - 2017年5月10日[2]（朴槿恵大統領の弾劾裁判及び失職に伴う大統領代行）
- 文在寅政府（文在寅）：2017年5月10日[2] - 2022年5月9日
- 尹錫悦政府（尹錫悦）：2022年5月10日 - 2025年4月4日
  - 韓悳洙暫定政権：2024年12月14日 - 2024年12月27日、2025年3月24日 - 5月1日（尹錫悦大統領の弾劾裁判及び失職に伴う大統領代行）
  - 崔相穆暫定政権：2024年12月27日 - 2025年3月24日（韓悳洙大統領代行の弾劾裁判による大統領代行）
  - 李周浩暫定政権：2025年5月2日 - （韓悳洙・崔相穆の同時辞任に伴う大統領代行）